# Giorgio Duboin
Giorgio Duboin (Genova, 30 settembre 1959) è un giocatore di bridge italiano, vincitore di due Bermuda Bowl (campionato mondiale a squadre), di 2 Olimpiadi di Bridge e di 6 Campionati Europei a squadre consecutivi con la nazionale italiana.
Duboin vive a Torino gioca stabilmente per il club Team Lavazza. Per anni è stato compagno stabile di Norberto Bocchi con cui ha formato una delle coppie più forti al mondo. Dal 2008 gioca in coppia con Antonio Sementa. Dopo il Campionato del Mondo (Bermuda Bowl) del 2013, svoltosi a Bali in Indonesia, nel quale la squadra italiana ha ottenuto il primo posto, ma in cui la coppia Duboin-Sementa non ha giocato l'incontro finale, ha interrotto il sodalizio con Sementa. Recentemente ha vinto, in coppia con il campione pakistano Zia Mahmood, la Vanderbilt, una delle più importanti competizioni a squadre che si svolgono negli Stati Uniti, ed inoltre la Serie Eccellenza in Italia con Alejandro Bianchedi, forte giocatore argentino, con la squadra Lavazza.
È accreditato come World Grand Master (WGM), massimo livello raggiungibile da un giocatore di bridge ed è stato per anni al primo posto del ranking mondiale della World Bridge Federation.

## Principali tornei di bridge vinti
- Bermuda Bowl: 2005, 2013
- World Team Olympiad: 2000, 2004, 2008
- European Teams Championships: 1997, 1999, 2001, 2002, 2004, 2006, 2010
- Rosenblum Cup: 2002
- European Mixed Championships: 2002